# Eriocaulon eglandulatum
Eriocaulon eglandulatum är en gräsväxtart som beskrevs av Z.X.Zhang. Eriocaulon eglandulatum ingår i släktet Eriocaulon och familjen Eriocaulaceae.
Artens utbredningsområde är Thailand. Inga underarter finns listade i Catalogue of Life.